# Memorijalna kuća Ronalda Browna
Memorijalna kuća Ronalda Browna muzej je u Dubrovniku otvoren povodom prve obljetnice tragične smrti ministra trgovine SAD-a Ronalda Browna i njegovih suradnika u mirovnoj misiji 3. travnja 1996. u blizini Dubrovnika. 
Nalazi se pred ulaz na Peskariju. Na prvom katu nalazi se memorijalna soba američkog tajnika za gospodarstvo Ronalda Browna. Prvi i drugi kat namijenjeni su izložbama. 
Na prvom katu je u večeri ponovnog otvaranja zgrade nakon više godina 6. srpnja 2003. postavljena izložba nakita Maxa Škledara. Muzej kani ovdje predstaviti izloške muzeja suvremene povijesti. 
Drugi je kat obnovljene zgrade američko-hrvatskog prijateljstva mjesto na kojem su izložene slike dubrovačkih kolorista Iva Dulčića, Antuna Masle i Đura Pulitike, najznačajnijih hrvatskih slikara sredine 20. stoljeća iz Dubrovnika. U neformalnom govoru zgrada se naziva Galerijom Dulčić-Masle-Pulitika.